# 121
| [ Edytuj tabelę ] |                                            |
| Cesarz Chin       | - 106 Han Andi 125                         |
| Władca Korei      | - 53 T’aejodae 146                         |
| Papież            | - 116 Sykstus I 125                        |
| Król Partów       | - 105 Wologazes III 147 - 109 Osroes I 129 |
| Cesarz Rzymu      | - 117 Hadrian 138                          |

Rok 121 / CXXI
stulecia: I wiek ~
II wiek ~
III wiek

lata: 111 «
116 «
117 «
118 «
119 «
120 «
121
» 122
» 123
» 124
» 125
» 126
» 131

## Wydarzenia
Europa
- Cesarz Hadrian nakazał budowę wału w Brytanii (mur Hadriana).

Azja
- Xu Shen wydał Shuowen Jiezi, pierwszy słownik języka chińskiego.

## Urodzili się
- 26 kwietnia – Marek Aureliusz, filozof, pisarz i cesarz rzymski (zm. 180)

## Zmarli
- Cai Lun, chiński urzędnik i wynalazca masowej produkcji papieru (ur. 50)
- Deng Sui, chińska cesarzowa (ur. 81)